# 칸지키냐
칸지키냐(포르투갈어: canjiquinha)는 브라질의 옥수수 요리이다. 잘게 부순 옥수수를 돼지고기와 함께 조리해 내는 포리지나 수프 같은 음식이며, 미나스제라이스에서 겨울에 즐겨 먹는다.

## 이름
"칸지카(canjica)"로도 불린다. 어원은 킴분두어 "칸지카(kanjika)"이며, "칸지키냐(canjiquinha)"는 "칸지카"의 지소형이다.
"키레라(quirera)"로도 불리는데, 어원은 투피어 "키레라(ki'rera)"이다. 역시 지소형인 "키레리냐(quirerinha)"로도 불리며, "옥수수 키레라"라는 뜻의 "키레라 지 밀류(quirera de milho)"로도 불린다. 파라나를 비롯한 남부 지방에서는 칸지키냐의 변형이 "키레라 콩 수앙(quirera com suã)"이라 불리기도 한다.

## 만들기
콘밀보다는 좀 굵은, 잘게 부순 옥수수(키레라, 칸지키냐)를 사용한다. 옥수수는 압력솥에서 끓여 익히고, 다른 냄비에 돼지고기(주로 갈비)를 마늘, 양파 등 향신채, 베이컨, 라드 등과 함께 볶는다. 고기가 익으면 물이나 육수를 좀 부어 익히고, 고기가 익으면 끓인 옥수수와 섞고 토마토와 허브 등을 넣어 섞는다.

## 같이 보기
- 셰렝